# Quintus Cassius Longinus (Volkstribun)
Quintus Cassius Longinus († 47 v. Chr.) war ein Mitglied der altrömischen Plebejerfamilie der Cassier und 49 v. Chr. Volkstribun.

## Leben
Quintus Cassius Longinus war laut einer seine Filiation angebenden Inschrift der Sohn eines Gaius Cassius. Daraus kann mit einiger Wahrscheinlichkeit geschlossen werden, dass er ein Bruder des Caesarmörders Gaius Cassius Longinus war.
Ab etwa 57 v. Chr. bis zu seinem Tod war Quintus Cassius Longinus Augur. 55 v. Chr. übte er das Amt eines Münzmeisters aus. Die nächste belegte Station seines cursus honorum ist die Quästur, die er um 52 v. Chr. unter Gnaeus Pompeius Magnus in Spanien innehatte. Durch sein ausbeuterisches und grausames Auftreten in diesem Amt zog er sich viel Hass zu und bereicherte sich enorm. Er wurde sogar das Opfer eines Anschlagversuchs.
Als Volkstribun 49 v. Chr. befand sich Cassius kurz vor Ausbruch des römischen Bürgerkriegs auf der Seite Gaius Iulius Caesars. Vergeblich versuchte er gemeinsam mit Marcus Antonius, der damals ebenfalls das Volkstribunat bekleidete, im Senat zugunsten Caesars und gegen die Partei der Pompeianer zu wirken. In der Senatssitzung vom 7. Jänner 49 v. Chr. (vorjulianisch) wurden die beiden Volkstribunen an ihrem Interzessionsrecht gehindert und flüchteten noch in der folgenden Nacht aus Rom nach Ariminum zu ihrem Patron, bei dem sie ankamen, kurz nachdem er den Rubikon überschritten hatte. Caesar präsentierte Antonius und Cassius wirksam und mitleiderregend seinen Soldaten, wies auf den Bruch der Unverletzlichkeit der Volkstribunen hin und rechtfertigte u. a. dadurch seine Eröffnung des Bürgerkriegs. Als Caesar sich nach seinem siegreichen Einmarsch in Italien zuerst nach Spanien wandte, um die dortigen Armeen der Pompeianer zu bekämpfen, wurde er von Cassius begleitet. Dieser blieb nach Caesars Abzug mit proprätorischem Imperium von 49 bis 47 v. Chr. auf der Iberischen Halbinsel. Dabei trat er erneut extrem raubgierig und brutal in Erscheinung, ein Umstand, der den Pompeianern nützte. In Córdoba kam es zu einer Verschwörung gegen ihn, die er unterdrücken konnte, und zur Rebellion zweier Legionen. Schließlich musste er wegen einer weiteren Revolte sogar den mauretanischen König Bogud und Marcus Aemilius Lepidus zu Hilfe rufen. Als er 47 v. Chr. mit seinen Schätzen aus Spanien abreisen wollte, kenterte er aufgrund eines Sturms an der Mündung des Ebro und verlor dabei sein Leben.